# Roger Kolo
Kolo Christopher Laurent Roger, conocido como Roger Kolo (Belon'i Tsiribihina, Región de Menabe, Madagascar, 3 de septiembre de 1943) es un político y médico, especialista en cirugía y radiólogo francés de origen malgache. Fue desde el 16 de abril de 2014 hasta el 17 de enero de 2015 primer ministro del país. Está casado y tiene tres hijos.

## Biografía
Nacido en la población malgache de Belon'i Tsiribihina de la Región de Menabe, en el año 1943.
Su padre trabajaba en una oficina de correos y tiempo más fue Vicealcalde de su población.
Su hermano mayor Roland Kolo, también se ha dedicado a la política siendo un miembro de la Cámara alta del Parlamento de Madagascar.
Desde 1970 a 1977, estuvo estudiando en la Universidad de Antananarivo, en la que obtuvo la licenciatura en Medicina. Tras licenciarse se trasladó a Francia, donde se especializó en cirugía y seguidamente a la Universidad de Ginebra, Suiza, donde se convirtió en radiólogo. Comenzó trabajando en tres centros privados de radiología, desde 1997 a 2003. A su vez, pasó a ser miembro de la Sociedad Suiza de Radiología y la Sociedad Francesa de Radiología.
Durante su estancia en Francia, logró obtener la nacionalidad francesa.
En el año 2013 regresó a Madagascar para presentarse como candidato independiente a las Elecciones presidenciales de ese mismo año, pero debido a que no cumplía uno de los requisitos de residencia en el país, su candidatura no fue aceptada.
Finalmente al no tener partido político trabajó en estrecha colaboración con Hery Rajaonarimampianina, pasando a estar vinculado a Nueva Fuerza para Madagascar (HVM) durante su campaña electoral.
Después de que Rajaonarimampianina asumiera la presidencia en enero de 2014, tras una ronda de consultas logrando el apoyo de la mayoría del parlamento, Kolo el día 16 de abril de ese año fue nombrado como nuevo primer ministro de Madagascar, en sucesión de Omer Beriziky. A los pocos días de su nombramiento el 18 de abril, anunció su gabinete de gobierno que cuenta con 31 miembros de diferentes afiliaciones políticas.